# Гай Себастіан
Гай Теодор Себастіан (англ. Guy Theodore Sebastian; нар. 26 жовтня 1981) — австралійський співак та автор пісень. Переможець шоу Australian Idol у 2003 році. Перший представник Австралії на «Євробаченні», де вона дебютувала 2015 року.